# Eunan O'Kane
Eunan Charles O'Kane (Feeny, Irlanda del Norte, 10 de julio de 1990) es un futbolista norirlandés. Juega de centrocampista y se encuentra sin equipo tras finalizar su contrato con el Leeds United F. C. de Inglaterra.

## Selección nacional
Ha sido internacional con la selección de fútbol de Irlanda.

## Clubes
| Club                      | País              | Año       |
| ------------------------- | ----------------- | --------- |
| Coleraine F. C.           | Irlanda del Norte | 2009-2010 |
| Torquay United F. C.      | Inglaterra        | 2010-2012 |
| AFC Bournemouth           | Inglaterra        | 2012-2016 |
| Leeds United F. C.        | Inglaterra        | 2016-2021 |
| Luton Town F. C. (cesión) | Inglaterra        | 2018      |
| Luton Town F. C. (cesión) | Inglaterra        | 2020-2021 |

## Palmarés

### Campeonatos nacionales
| Título                       | Club            | País       | Año  |
| ---------------------------- | --------------- | ---------- | ---- |
| Football League Championship | AFC Bournemouth | Inglaterra | 2015 |